# Mer du Labrador
La mer du Labrador (56° 24′ N, 50° 56′ O) est une partie   

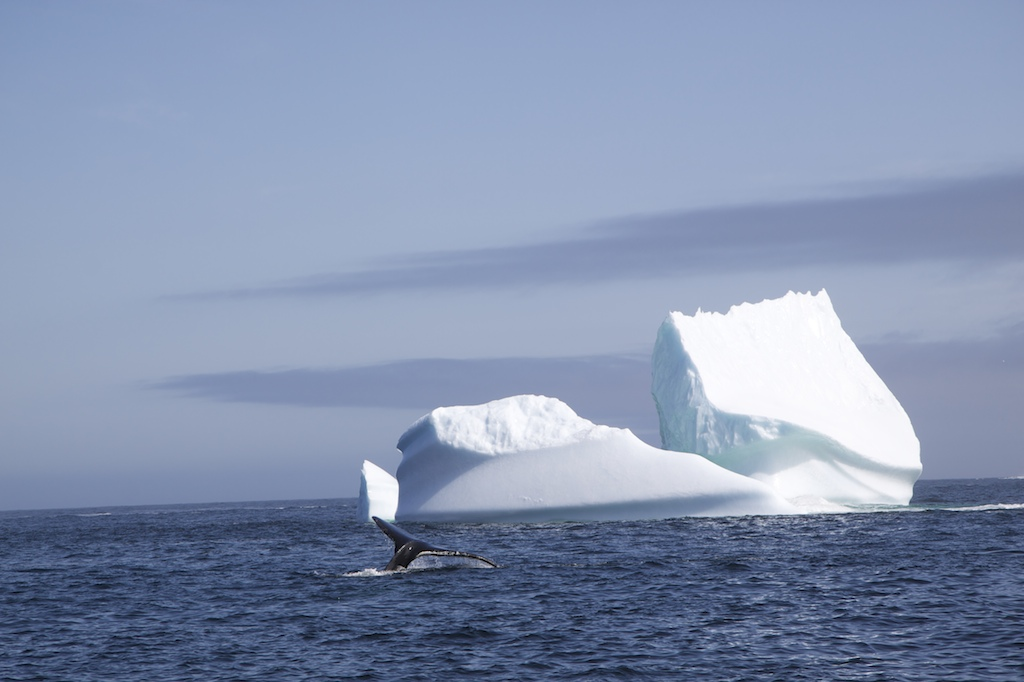
Iceberg dans la mer du Labrador.

de l'océan Atlantique située entre la péninsule du Labrador, Terre-Neuve, (Canada) et le Groenland. Sa profondeur en son milieu peut atteindre 3 000 mètres et elle est entourée de côtes continentales au sud-ouest, nord-ouest et nord-est. Elle est reliée au nord au détroit de Davis.
La mer du Labrador présente la particularité d'être un espace maritime incorporé à un océan, et non une mer bordière distincte, comme sa voisine, le golfe du Saint-Laurent. Tout en possédant ses propres limites, elle est comprise dans les limites de l'océan Atlantique. 
La mer du Labrador s'est constituée par un écartement progressif des fonds marins, le processus a débuté il y a environ 61 millions d'années pour cesser il y a 40 millions d'années. Pendant la période glaciaire, la couche nord-américaine déversa régulièrement de nombreux icebergs dans la mer du Labrador. Les roches prises au piège de ces icebergs se sont déposées sur le fond de la mer où elles forment une couche glaciaire erratique.
Une des plus grandes veines de turbidité au monde parcourt la mer du Labrador du nord vers le sud, en son milieu.

## Limites
L'Organisation Hydrographique Internationale définit les limites de la mer du Labrador de la façon suivante :
- Au nord : Le parallèle de 60° 00′ N, 55° 00′ O de latitude Nord entre le Groenland et le Labrador.
- À l'est : Une ligne joignant le cap Saint Francis (47° 48′ 34″ N, 52° 47′ 08″ O), sur l'île de Terre-Neuve, au kap Farvel (cap Farewell ou Nunap Isua), au Groenland (59° 46′ 33″ N, 43° 54′ 28″ O).
- À l'ouest : La côte est de Terre-Neuve depuis le cap Saint Francis jusqu'au cap Bauld (Pointe nord de l'île Quirpon 51° 38′ 31″ N, 55° 25′ 34″ O). Depuis ce cap, une ligne jusqu'à l'extrémité est de Belle Isle et aux récifs de Northeast Ledge (52° 02′ 00″ N, 55° 15′ 53″ O). De là, une ligne joignant ces récifs à l'extrémité est du cap Saint Charles, au Labrador (52° 13′ 03″ N, 55° 37′ 16″ O), puis les rivages nord-est du Labrador jusqu'au niveau du parallèle 60° 00′ N, 55° 00′ O de latitude Nord.